# TA10 (水雷艇)
TA10は第二次世界大戦時のドイツ海軍の水雷艇。元は1936年に就役したフランス海軍のラ・メルポメーヌ級水雷艇「ラ・ポモーヌ」で、1942年12月8日に同級の2隻と共にビゼルトでドイツ軍に捕獲された。一旦はイタリアの手に渡り「FR42」となったが、1943年4月5日にドイツ軍所属となった。ドイツ軍所属となった後トゥーロンで修理を行った。ドイツ艦としてはドイツ式レーダー装備や、20mm機銃搭載がなされている。第3護衛群、次いで第4護衛群に所属した。
1943年7月エーゲ海に移る。同年9月23日、イタリア人捕虜を乗せた汽船「Donizetti」を護衛中にロドス島南方でイギリスの駆逐艦「エクリプス」の攻撃を受けた。「Donizetti」は撃沈されて全員死亡。「TA10」も被弾して両舷機が破壊され戦死者5名をだした。「TA10」は沈没は免れロドス島プラソス湾へ曳航されたが、修理不可能のため9月27日（または25日）に自沈。